# Karol Fonfara

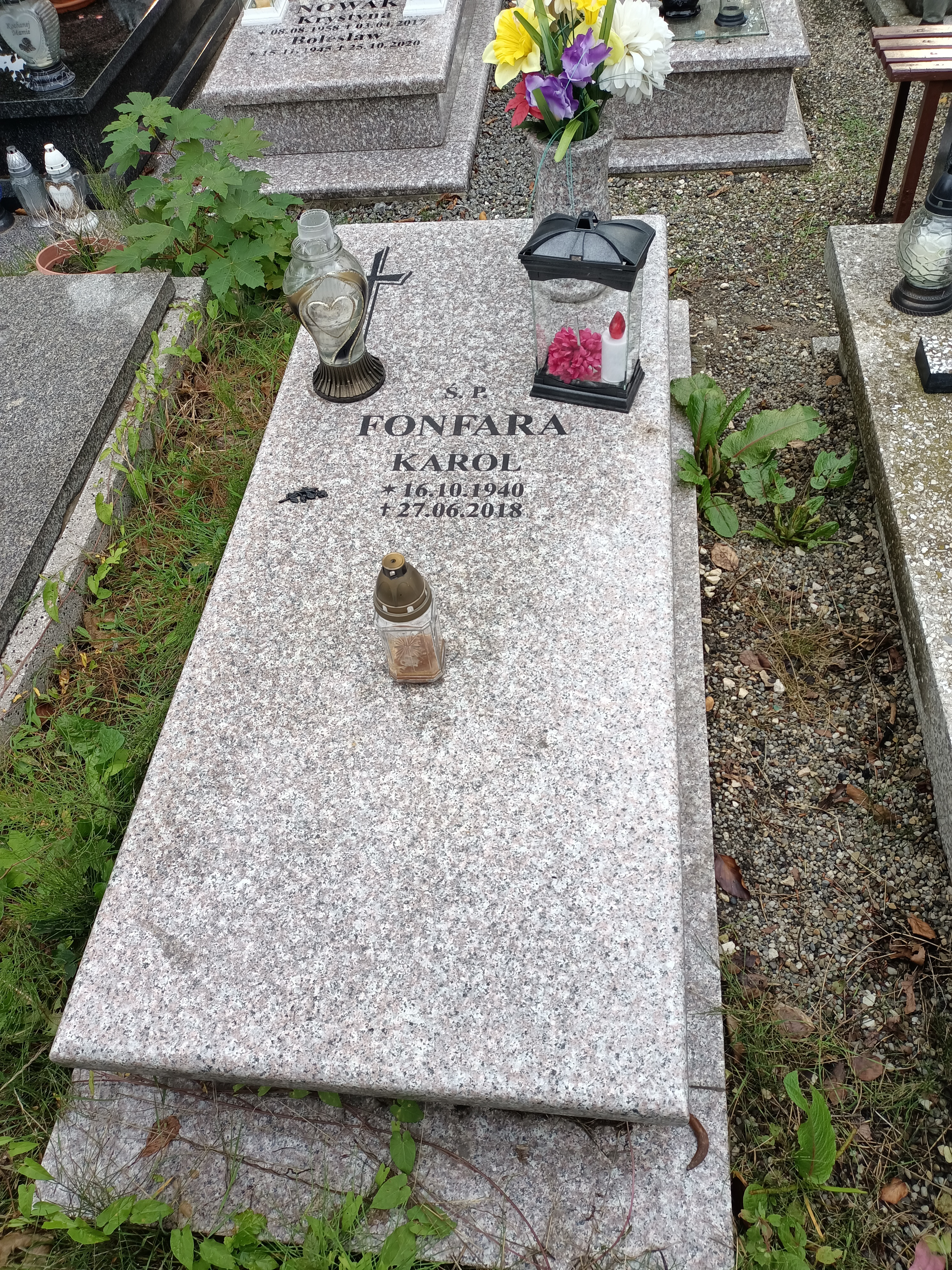
Grób hokeisty Karola Fonfary na cmentarzu przy ul Sienkiewicza w Katowicach

Karol Fonfara (ur. 16 października 1940 w Katowicach, zm. 26 czerwca 2018 tamże) – polski hokeista na lodzie, mistrz i reprezentant Polski.

## Kariera
Był zawodnikiem Startu Katowice (1957–1961), Górnika Katowice (1961–1964), GKS Katowice (1965–1970), Naprzodu Janów (1970–1973) i Zagłębia Sosonowiec (1973–1975).
Czterokrotnie zdobył mistrzostwo Polski (1962, 1965, 1968, 1970), trzykrotnie wicemistrzostwo Polski (1961, 1967, 1969).
W latach 1963–1967 wystąpił w 30 spotkaniach oficjalnych reprezentacji Polski seniorów, zdobywając 14 bramki. M.in. zagrał trzykrotnie na mistrzostwach świata (1965 – grupa B (1 m. i awans do grupy A), 1966 – grupa A (8 m. i spadek do grupy B), 1967 – grupa B (1 m.)). 9 razy wystąpił w meczach reprezentacji Polski przeciwko drużynom "B" i młodzieżowym.
W 1968 otrzymał tytuł „Zasłużony Mistrz Sportu”.
Był bratem hokeistów, Andrzeja i Adolfa Fonfarów. Także trzech jego synów, Adam, Piotr i Sebastian byli hokeistami, zawodnikami GKS Katowice.